# Verónica Volkow
Verónica Volkow Fernández. Poeta, ensayista, narradora y doctora en letras. Nació en la Ciudad de México el 26 de abril de 1955. En sus creaciones predomina la poesía. Ha escrito más de cinco libros sobre poesía. También ha escrito ensayos, traducciones de poemas y crítica de arte. Ha sido becaria del Sistema Nacional de Creadores durante tres periodos seguidos. Además, se desempeña como maestra en Historia del Arte en la Universidad Nacional Autónoma de México (UNAM).

## Biografía
Nació en la Ciudad de México el 26 de abril de 1955. Mujer estudiosa de las letras como del arte. Estudió letras hispánicas en la Facultad de Filosofía y Letras de la Universidad Nacional Autónoma de México (UNAM). Después estudió la maestría en Literatura Comparada en la Universidad de Columbia, Nueva York y realizó el doctorado en letras en la UNAM. 
Se convirtió en doctora en letras y pasó a ser profesora universitaria en la Universidad Nacional Autónoma de México (UNAM). En este periodo se hace becaria del Sistema Nacional de Creadores, durante tres periodos. Se convierte en maestra en Historia del Arte en la Universidad Nacional Autónoma de México (UNAM). Con una tesis sobre la Cúpula del Altar de los Reyes en la Catedral de Puebla de Cristóbal de Villalpando. Su motivo particular de interés son las relaciones que pueden entablar la poesía y la pintura en un determinado período histórico.
En el 2010 es investigadora del Seminario de Hermenéutica del Instituto de Investigaciones Filológicas de la Universidad Nacional Autónoma de México (UNAM), en este desarrolla su investigación: “Hermenéutica de las imágenes de la totalidad del cosmos en la construcción de la identidad novohispana de finales del siglo XVII”.

## Premios
Ganó premios por sus libros como:
- ORO DEL VIENTO, México, editorial Era, 2003. Libro que fue merecedor del premio Poesía Carlos Pellicer, por obra publicada en 2004.
- EL RETRATO DE JORGE CUESTA, México, editorial siglo XXI. Este texto recibió el premio José Revueltas de Ensayo literario.
- LITORAL DE TINTA Y OTROS POEMAS, Sevilla, editorial Renacimiento, 2006. Fue acreedor al accésit al premio Ausias March, por ser de los mejores poemarios publicados en España en 2007.

## Obras
Ha publicado varios libros sobre poesía, así como un libro sobre narrativa y texto literario:
- LA SIBILA DE CUMAS, México, Martín Pescador, 1974.
- LITORAL DE TINTA, México, Municipio Popular de Juchitán, 1983.
- LOS CAMINOS, México, ediciones Toledo, 1989.
- ARCANOS, México, colección Práctica Mortal, 1996.
- ORO DEL VIENTO, México, editorial Era, 2003.

Una de sus más recientes creaciones fue:
- LITORAL DE TINTA Y OTROS POEMAS, Sevilla, en editorial Renacimiento, 2006, con un prólogo de Ramón Xirau.
- EL RETRATO DE JORGE CUESTA, México, editorial siglo XXI.

Y su libro de narrativa llamado:
- LA NOCHE VUIDA, FCE, 2004.

## Otros proyectos que realizó
Poeta, traductora y profesora de Literatura del siglo XVII en la UNAM. Otros trabajos publicados fueron sus traducciones de poesía al castellano, así como sus escritos:
- Traducción y lectura por Verónica Volkow de las “Elegías de Duino” (Elegías primera y segunda). Escrito entre 1912 y 1922 por Rainer Maria Rilke.

Traducción de obras poéticas como:
- Saint John Perse
- John Asbery
- Lorand Gaspar
- Elizabeth Bishop
- Michael Hamburger
- Henry Michaux